# Тениска сезона Новака Ђоковића у 2011. години
Тениска сезона Новака Ђоковића у 2011. години се сматра једном од најбољих у историји тениса. Ђоковић је остао непобеђен до полуфинала Ролан Гароса, направивши низ од 43 победе. Освојио је десет турнира, од тога три гренд слема: Отворено првенство Аустралије, Вимблдон и Отворено првенство САД, као и пет турнира из Мастерс 1000 серије. Постао је први тенисер на АТП листи. Ђоковић је оборио неколико рекорда, од којих су најзначајнији највише освојених Мастерс турнира и највећа зарада у једној сезони. Остварио је однос победа и пораза 70:6 (92,1%). Иако је, статистички гледано, Новакова сезона у 2015. години била успешнија од ове, треба узети у обзир да је у овој сезони Новак након УС ОПЕН-а доживео тежу повреду леђног мишића, те да је услед те повреде и губитка форме био током целе последње трећине сезоне онемогућен да игра на истом нивоу на којем је играо током првих осам месеци.

## Ток сезоне

### Хопман куп
Ђоковић је започео сезону играјући на Хопман купу са Аном Ивановић. Били су распоређени у групу са Белгијом, Аустралијом и Казахстаном. Ђоковић је победио у свим својим мечевима, и Србија је као првопласирана обезбедила учешће у финалу. Међутим, због повреде Ане Ивановић, морали су да одустану пре финала, у којем је, уместо њих, играла другопласирана Белгија.

### Рана сезона на тврдој подлози
Први професионални турнир за Ђоковића је био Отворено првенство Аустралије. Био је постављен за трећег носиоца. У првом колу је савладао Гранољерса са 3:0, затим Додига са 3:1. Други сет против Додига је уједно био и једини изгубљен на целом турниру. У трећем колу Виктор Троицки му је предао меч након што је Ђоковић добио први сет резултатом 6:2, а у четвртом колу победио је Алмагра. Везавши три победе без изгубљеног сета против тенисера који се на АТП листи налазе на неком од првих десет места, Томаша Бердиха, Роџера Федерера и, у финалу, Ендија Марија, освојио је другу гренд слем титулу у каријери, и то поново на Отвореном првенству Аустралије.
Следећи турнир на коме је наступао било је Тениско првенство Дубаија 2011. Био је други носилац, иза Роџера Федерера. До финала стиже побеђујући Љодру, Лопеза, Мајера и Бердиха. Победом у финалу над Федерером 6:3, 6:3, одбранио је титулу и постао троструки узастопни победник овог турнира.
Ђоковић због наступа на турниру у Индијан Велсу није учествовао у мечевима Дејвис купа. У првом колу је био слободан. У другом колу је победо Голубјева, па му је следећи противник био Ернестс Гулбис, кога је савладао изгубивши само један гем. Исти резултат поновио је и против Виктора Троицког у наредној рунди. Четвртфинални меч Ђоковић је играо против Гаскеа. Гаске је у оба сета водио, али је Ђоковић два пута преокренуо резултат. У полуфиналу је савладао Роџера Федерера, и то трећи пут у сезони, a други пут у полуфиналу. Та победа је Ђоковићу донела друго место на АТП листи. У финалу је савладао Надала у три сета, освојивши трећу титулу у сезони, и другу титулу у Индијан Велсу. Први пут је Надала победио у финалу неког турнира.
На Мастерсу у Мајамију, Ђоковић је без изгубљеног сета стигао до финала. Победио је Узбекистанца Дениса Истомина, Блејка, Троицког, Андерсона и Мардија Фиша са 6:3, 6:1. У финалу по други пут ове године дочекује првог тенисера света, Надала, али и овога пута Ђоковић побеђује, са 4:6, 6:3, 7:6(4).

### Сезона шљаке
Ђоковић је због болова у колену прескочио први АТП Мастерс турнир на шљаци, Отворено првенство Монте Карла, где је победио Надал. У свом родном Београду игра Отворено првенство Србије, где побеђује, а у финалу је савладао Фелисијана Лопеза са 7:6(4), 6:2.
Следећи турнир је био Мастерс у Мадриду. Имао је тежак пут до финала, јер је у четвртфиналу против Давида Ферера и у полуфиналу против Томаса Белучија морао да игра у три сета. У финалу су му, међутим, била потребна само два сета да савлада браниоца титуле, Надала. Ово је био први пут да га је победио на шљаци.
Потом је играо Мастерс турнир у Риму. До полуфинала стиже без изгубљеног сета, победивши Кубота, Вавринку и Седерлинга. У полуфиналу три сата је било потребно Ђоковићу да би победио Шкота Ендија Марија, 6:1, 3:6, 7:6(2). У финалу побеђује Рафаела Надала са 6:4, 6:4, освојивши свој четврти Мастерс те године и шести узастопни турнир.
Следећи турнир је био други гренд слем у сезони, Ролан Гарос. У првом колу побеђује Тиема де Бакера са 6:2, 6:1, 6:3. Друго коло је Ђоковић играо против Ханескуа. У трећем колу побеђује Дел Потра. Меч је био прекинут због мрака. У осмини финала побеђује Ришара Гаскеа. У четвртфиналу Ђоковић је требало да се сусретне са Фоњинијем, али је он због повреде предао меч. Ђоковић је стигао у полуфинале са 43 везане победе. Да је победио, Ђоковић би постао први тенисер на АТП листи и изједначио би рекорд Џона Мекинроа од највише везаних победа од почетка сезоне. Међутим, његов низ је у четири сета прекинуо Роџер Федерер, тако га онемогућивши да стигне до првог финала на шљакастом гренд слему.

### Вимблдон
Ђоковић је одлучио да прескочи турнир у Квинс клубу и да иде директно на Вимблдон.
У првом колу побеђује Шардија, у другом Андерсона, а у трећем Маркоса Багдатиса. У осмини финала је савладао Микаела Љодру. Четвртфинале му је припало после победе над тенисером из Аустралије, Бернардом Томићем, у четири сета. У борби за своје прво финале на Вимблдону, савладао је и Жоа-Вилфрида Цонгу са 3:1. Овом победом, српски тенисер попео се на прво место АТП листе, први пут у каријери. У финалу је пети пут заредом победио Рафаела Надала, резултатом 6:4, 6:1, 1:6, 6:3, и тако освојио свој први Вимблдон и трећу гренд слем титулу у каријери. Први пут је победио Надала на неком гренд слем турниру. Ова победа је била значајна јер пре тога нико није везао прво место на АТП листи и освајање Вимблдона. Након освајања турнира, вратио се у Београд где је доживео велики дочек испред Скупштине града.

### Америчка серија
Само месец дана касније, на Мастерс турниру у Монтреалу, Ђоковић побеђује Давиденка, Чилића, Монфиса и Цонгу, да би у финалу после врло дугог и неизвесног меча са Фишом, успео да победи у три сета. Тако је постао први играч света који је освојио пет Мастерса у једној сезони, први играч који је победио на 5 узастопних Мастерса, те други играч (уз Сампраса) који је освојио турнир на којем је дебитовао као први играч на АТП листи. Ђоковић је до тада имао 10 Мастерса, а само у тој години их је освојио пола.
Следеће недеље, на турниру у Синсинатију, у другом колу је победио деветнаестогодишњег Рајана Харисона (САД), у трећем Штјепанека, а затим је у мало тежем мечу савладао Монфиса (3:6, 6:4, 6:3). У полуфиналу га је чекао Бердих. Ђоковић је добио први сет 7:5 након што је вратио изгубљени сервис, а одмах након тога Бердих је предао меч због повреде рамена. У свом шестом финалу на турнирима Мастерс серије у 2011. години Ђоковић је претрпео тек други пораз у сезони након што је, такође због повреде рамена, али и умора, предао меч Марију код резултата 4:6, 0:3.
Ипак, повреда је благовремено санирана и Ђоковић је дошао на Отворено првенство САД као први носилац, први пут у каријери на неком гренд слему. У првом колу Конор Ниланд из Ирске предао му је меч при резултату 6:0, 5:1 због тровања храном. У другом колу доминирао је против Аргентинца Карлоса Берлока. Након тога је победио и Давиденка са 3:0, а затим украјинског играча, Александра Долгополова, такође у 3 сета. Тако се Ђоковић пласирао у четвртфинале, у којем га је чекао сународник Типсаревић. Меч је завршен предајом Типсаревића због повреде тетиве при вођству Ђоковића од 2:1 у сетовима и 3:0 у 4. сету. Полуфинале је било против Федерера. Ђоковић је успео да преокрене заостатак од 2:0 у сетовима и победи Федерера четврти пут ове сезоне резултатом 6:7(9), 4:6, 6:3, 6:2, 7:5, спасавши притом 2 меч-лопте на Федереров сервис код 5:3 (40:15) у 5. сету. Ђоковићев храбри форхенд-крос ритерн на прву Федерерову меч-лопту имао је доста одјека у медијима. Тениска легенда Џон Мекинро назвао је тај ударац „једним од најбољих удараца свих времена“. Ђоковић је прошао у финале у ком је, као и прошле године, играо против Надала. Овог пута је славио Ђоковић са 6:2, 6:4, 6:7(3), 6:1 и тако освојио своје прво Отворено првенство САД, након два раније изгубљена финала. Упркос резултату, меч је био један од физички најисцрпљујућих ове сезоне и трајао је 4 часа и 10 минута. Овом победом Ђоковић је освојио свој 10. турнир ове сезоне и тако постао тек шести тенисер који је освојио 3 гренд слема у једној календарској години. Такође је постао други тенисер који је на путу до гренд слем титуле победио и Федерера и Надала у узастопним мечевима (први је то урадио Дел Потро 2009. године, такође на Отвореном првенству САД). Коначно, Ђоковић је постао први тенисер који је освојио титулу на гренд слему као дебитант на броју 1 АТП листе након Куријерове победе на Ролан Гаросу 1992.

### Касна сезона на тврдој подлози
Након што се није појавио на турнирима у Пекингу и Шангају, Ђоковић је играо турнир у Базелу. Ту је испао у полуфиналу од Јапанца Кеја Нишикорија, што му је био тек четврти пораз у сезони. На Мастерс турниру у Паризу се повукао из четвртфинала са Цонгом.
На Тенис мастерс купу нашао се у групи са Ферером, Бердихом и Маријем. Победио је Бердиха, али је изгубио од Ферера и Јанка Типсаревића, који је заменио Марија, јер се он повукао са турнира.

### Мечеви Дејвис купа
Ђоковић је у овој сезони играо за Србију у четвртфиналу и у полуфиналу Дејвис купа. Четвртфинале је било против Шведске и играло се у шведском граду Халмстаду. Ђоковић је у пару са Ненадом Зимоњићем играо против Линштеда и Аспелина, али су изгубили тај меч. Упркос томе, Србија је успела да се пласира у полуфинале. У полуфиналу Ђоковић је играо против Аргентинца Дел Потра, али је предао меч при његовом вођству од 7:6, 3:0 због повреде леђног мишића. Овиме је Аргентина стекла недостижну предност над Србијом.

### Егзибициони мечеви
Након разорног земљотреса и цунамија, који су погодили Јапан, Ђоковић одлучује да одигра егзибициони меч са првим рекетом на планети, Рафаелом Надалом. Меч је одржан у Боготи, где је шпански тенисер успео да нанесе први пораз српском тенисеру, резултатом 7:6, 6:3.
Последњег дана у години Ђоковић је освојио егзибициони турнир у Абу Дабију. На турниру су играли Надал, Федерер, Цонга, Монфис и Ферер. У четвртфиналу је победио Монфиса, у полуфиналу Федерера а у финалу Ферера 6:2, 6:1.

## Анализе сезоне
- Сајт  (Мушки тенис) је сврстао ову сезону на треће место од десет најбољих сезона у Опен ери, иза 1974. сезоне Џимија Конорса и 2006. Роџера Федерера[22].
- Пит Сампрас је изјавио да је ова сезона била најбоља коју је видео у животу[23].
- Борис Бекер је изјавио да је ова сезона једна од најбољих свих времена[24].
- Надал, који је изгубио од Ђоковића у шест финала ове сезоне, је изјавио да је то „вероватно био највиши ниво тениса који је икад видео"[25].

## Сви мечеви
| Легенда |                        |     |                               |
| П       | победа на турниру      | Б   | освојена бронзана медаља      |
| Ф       | финале                 | С   | освојена сребрна медаља       |
| ПФ      | полуфинале             | 3   | освојена златна медаља        |
| ЧФ      | четвртфинале           | КВ3 | треће коло квалификација      |
| 4К      | четврто коло           | КВ2 | друго коло квалификација      |
| 3К      | треће коло             | КВ1 | прво коло квалификација       |
| 2К      | друго коло             | Н   | неучешће на турниру           |
| 1К      | прво коло              | Т   | тимско такмичење              |
| ГФ      | групна фаза            | 3#  | меч једне од зона Дејвис купа |
| МБ      | меч за бронзану медаљу | ПО  | плеј-оф Дејвис купа           |

### Појединачна конкуренција[26]
| Турнир | #  | Рунда                 | Противник             | Ранг противника | Исход                             | Резултат                             |
| Отворено првенство Аустралије Мелбурн, Аустралија Гренд слем турнир Тврда подлога 16. јануар 2011.                              |    |                       |                       |                 |                                   |                                      |
| 1 | 1K | Марсел Гранољерс      | 42                    | Победа          | 6:1, 6:3, 6:1                     |                                      |
| 2 | 2К | Иван Додиг            | 81                    | Победа          | 7:5, 6:7(8), 6:0, 6:2             |                                      |
| 3 | 3К | Виктор Троицки        | 27                    | Победа          | 6:2, предаја                      |                                      |
| 4 | 4К | Николас Алмагро       | 14                    | Победа          | 6:3, 6:4, 6:0                     |                                      |
| 5 | ЧФ | Томаш Бердих          | 6                     | Победа          | 6:1, 7:6(5), 6:1                  |                                      |
| 6 | ПФ | Роџер Федерер         | 2                     | Победа          | 7:6(3), 7:5, 6:4                  |                                      |
| 7 | П  | Енди Мари             | 5                     | Победа (1)      | 6:4, 6:2, 6:3                     |                                      |
| Тениско првенство Дубаија Дубаи, Уједињени Арапски Емирати ATП 500 серија Тврда подлога 21. фебруар 2011.                       |    |                       |                       |                 |                                   |                                      |
| 8 | 1К | Мишел Љодра           | 27                    | Победа          | 6:3, 6:3                          |                                      |
| 9 | 2К | Фелисијано Лопез      | 41                    | Победа          | 6:3, 2:6, 6:4                     |                                      |
| 10 | ЧФ | Флоријан Мајер        | 38                    | Победа          | 7:5, 6:1                          |                                      |
| 11 | ПФ | Томаш Бердих          | 7                     | Победа          | 6:7(5), 6:2, 4:2, предаја         |                                      |
| 12 | П  | Роџер Федерер         | 2                     | Победа (2)      | 6:3, 6:3                          |                                      |
| Отворено првенство Индијан Велса Индијан Велс, Калифорнија, САД AТП Мастерс 1000 серија Тврда подлога 8. март 2011.             |    |                       |                       |                 |                                   |                                      |
| | 1К | слободан              | слободан              | слободан        | слободан                          |                                      |
| 13 | 2К | Андреј Голубјев       | 39                    | Победа          | 6:0, 6:4                          |                                      |
| 14 | 3К | Ернест Гулбис         | 34                    | Победа          | 6:0, 6:1                          |                                      |
| 15 | 4К | Виктор Троицки        | 18                    | Победа          | 6:0, 6:1                          |                                      |
| 16 | ЧФ | Ришар Гаске           | 21                    | Победа          | 6:2, 6:4                          |                                      |
| 17 | ПФ | Роџер Федерер         | 2                     | Победа          | 6:3, 3:6, 6:2                     |                                      |
| 18 | П  | Рафаел Надал          | 1                     | Победа (3)      | 4:6, 6:3, 6:2                     |                                      |
| Отворено првенство Мајамија у тенису Мајами, Флорида, САД ATП Мастерс 1000 серија Тврда подлога 23. март 2011.                  |    |                       |                       |                 |                                   |                                      |
| | 1К | слободан              | слободан              | слободан        | слободан                          |                                      |
| 19 | 2К | Денис Истомин         | 54                    | Победа          | 6:0, 6:1                          |                                      |
| 20 | 3К | Џејмс Блејк           | 173                   | Победа          | 6:2, 6:0                          |                                      |
| 21 | 4К | Виктор Троицки        | 17                    | Победа          | 6:3, 6:2                          |                                      |
| 22 | ЧФ | Кевин Андерсон        | 40                    | Победа          | 6:4, 6:2                          |                                      |
| 23 | ПФ | Марди Фиш             | 15                    | Победа          | 6:3, 6:1                          |                                      |
| 24 | П  | Рафаел Надал          | 1                     | Победа (4)      | 4:6, 6:3, 7:6(4)                  |                                      |
| Отворено првенство Србије Београд, Србија ATП 250 серија Шљака 25. април 2011.                                                  |    |                       |                       |                 |                                   |                                      |
| | 1К | слободан              | слободан              | слободан        | слободан                          |                                      |
| 25 | 2К | Адријан Унгур         | 175                   | Победа          | 6:2, 6:3                          |                                      |
| 26 | ЧФ | Блаж Кавчич           | 85                    | Победа          | 6:3, 6:2                          |                                      |
| | ПФ | Јанко Типсаревић      | 36                    | Предаја         | Одустајање Типсаревића пре меча   |                                      |
| 27 | П  | Фелисијано Лопез      | 37                    | Победа (5)      | 7:6(4), 6:2                       |                                      |
| Отворено првенство Мадрида Мадрид, Шпанија ATП Мастерс 1000 серија Шљака 1. мај 2011.                                           |    |                       |                       |                 |                                   |                                      |
| | 1К | слободан              | слободан              | слободан        | слободан                          |                                      |
| 28 | 2К | Кевин Андерсон        | 35                    | Победа          | 6:3, 6:4                          |                                      |
| 29 | 3К | Гиљермо Гарсија-Лопез | 29                    | Победа          | 6:1, 6:2                          |                                      |
| 30 | ЧФ | Давид Ферер           | 6                     | Победа          | 6:4, 4:6, 6:3                     |                                      |
| 31 | ПФ | Томаз Белучи          | 36                    | Победа          | 4:6, 6:4, 6:1                     |                                      |
| 32 | П  | Рафаел Надал          | 1                     | Победа(6)       | 7:5, 6:4                          |                                      |
| Међународно првенство Италије Рим, Италија ATП Мастерс 1000 серија Шљака 8. мај 2011.                                           |    |                       |                       |                 |                                   |                                      |
| | 1К | слободан              | слободан              | слободан        | слободан                          |                                      |
| 33 | 2К | Лукаш Кубот           | 141                   | Победа          | 6:0, 6:3                          |                                      |
| 34 | 3К | Станислас Вавринка    | 14                    | Победа          | 6:4, 6:1                          |                                      |
| 35 | ЧФ | Робин Седерлинг       | 5                     | Победа          | 6:3, 6:0                          |                                      |
| 36 | ПФ | Енди Мари             | 4                     | Победа          | 6:1, 3:6, 7:6(2)                  |                                      |
| 37 | П  | Рафаел Надал          | 1                     | Победа(7)       | 6:4, 6:4                          |                                      |
| Ролан Гарос Париз, Француска Гренд слем турнир Шљака 17. мај 2011.                                                              | 38 | 1К                    | Тием де Бакер         | 71              | Победа                            | 6:2, 6:1, 6:3                        |
| Ролан Гарос Париз, Француска Гренд слем турнир Шљака 17. мај 2011.                                                              | 39 | 2К                    | Виктор Ханеску        | 60              | Победа                            | 6:4, 6:1, 2:3, предаја               |
| Ролан Гарос Париз, Француска Гренд слем турнир Шљака 17. мај 2011.                                                              | 40 | 3К                    | Хуан Мартин Дел Потро | 26              | Победа                            | 6:3, 3:6, 6:3, 6:2                   |
| Ролан Гарос Париз, Француска Гренд слем турнир Шљака 17. мај 2011.                                                              | 41 | 4К                    | Ришар Гаске           | 16              | Победа                            | 6:4, 6:4, 6:2                        |
| Ролан Гарос Париз, Француска Гренд слем турнир Шљака 17. мај 2011.                                                              |    | ЧФ                    | Фабио Фоњини          | 49              | Победа                            | Одустајање Фоњинија пре меча         |
| Ролан Гарос Париз, Француска Гренд слем турнир Шљака 17. мај 2011.                                                              | 42 | ПФ                    | Роџер Федерер         | 3               | Пораз                             | 6:7(5), 3:6, 6:3, 6:7(5)             |
| Вимблдон Лондон, Велика Британија Гренд слем турнир Трава 20. јун 2011.                                                         |    |                       |                       |                 |                                   |                                      |
| 43 | 1К | Жереми Шарди          | 54                    | Победа          | 6:4, 6:1, 6:1                     |                                      |
| 44 | 2К | Кевин Андерсон        | 36                    | Победа          | 6:3, 6:4, 6:2                     |                                      |
| 45 | 3К | Маркос Багдатис       | 30                    | Победа          | 6:4, 4:6, 6:3, 6:4                |                                      |
| 46 | 4К | Мишел Љодра           | 35                    | Победа          | 6:3, 6:3, 6:3                     |                                      |
| 47 | ЧФ | Бернард Томић         | 158                   | Победа          | 6:2, 3:6, 6:3, 7:5                |                                      |
| 48 | ПФ | Жо-Вилфрид Цонга      | 19                    | Победа          | 7:6(4), 6:2, 6:7(9), 6:3          |                                      |
| 49 | П  | Рафаел Надал          | 1                     | Победа (8)      | 6:4, 6:1, 1:6, 6:3                |                                      |
| Отворено првенство Канаде Монтреал, Канада ATП Мастерс 1000 серија Тврда подлога 8. август 2011.                                |    | 1К                    | слободан              | слободан        | слободан                          | слободан                             |
| Отворено првенство Канаде Монтреал, Канада ATП Мастерс 1000 серија Тврда подлога 8. август 2011.                                | 50 | 2К                    | Николај Давиденко     | 30              | Победа                            | 7:5, 6:1                             |
| Отворено првенство Канаде Монтреал, Канада ATП Мастерс 1000 серија Тврда подлога 8. август 2011.                                | 51 | 3К                    | Марин Чилић           | 29              | Победа                            | 7:5, 6:2                             |
| Отворено првенство Канаде Монтреал, Канада ATП Мастерс 1000 серија Тврда подлога 8. август 2011.                                | 52 | ЧФ                    | Гаел Монфис           | 7               | Победа                            | 6:2, 6:1                             |
| Отворено првенство Канаде Монтреал, Канада ATП Мастерс 1000 серија Тврда подлога 8. август 2011.                                | 53 | ПФ                    | Жо-Вилфрид Цонга      | 16              | Победа                            | 6:4, 3:0, предаја                    |
| Отворено првенство Канаде Монтреал, Канада ATП Мастерс 1000 серија Тврда подлога 8. август 2011.                                | 54 | П                     | Марди Фиш             | 8               | Победа (9)                        | 6:2, 3:6, 6:4                        |
| Отворено првенство Синсинатија Синсинати, САД ATП Мастерс 1000 серија Тврда подлога 15. август 2011.                            |    | 1К                    | слободан              | слободан        | слободан                          | слободан                             |
| Отворено првенство Синсинатија Синсинати, САД ATП Мастерс 1000 серија Тврда подлога 15. август 2011.                            | 55 | 2К                    | Рајан Херисон         | 78              | Победа                            | 6:2, 6:3                             |
| Отворено првенство Синсинатија Синсинати, САД ATП Мастерс 1000 серија Тврда подлога 15. август 2011.                            | 56 | 3К                    | Радек Штјепанек       | 29              | Победа                            | 6:3, 6:3                             |
| Отворено првенство Синсинатија Синсинати, САД ATП Мастерс 1000 серија Тврда подлога 15. август 2011.                            | 57 | ЧФ                    | Гаел Монфис           | 8               | Победа                            | 3:6, 6:4, 6:3                        |
| Отворено првенство Синсинатија Синсинати, САД ATП Мастерс 1000 серија Тврда подлога 15. август 2011.                            | 58 | ПФ                    | Томаш Бердих          | 9               | Победа                            | 7:5, предаја                         |
| Отворено првенство Синсинатија Синсинати, САД ATП Мастерс 1000 серија Тврда подлога 15. август 2011.                            | 59 | Ф                     | Енди Мари             | 4               | Пораз (1)                         | 4:6, 0:3, предаја                    |
| Отворено првенство САД Њујорк, САД Гренд слем турнир Тврда подлога 29. август 2011.                                             |    |                       |                       |                 |                                   |                                      |
| 60 | 1К | Конор Ниланд          | 197                   | Победа          | 6:0, 5:1, предаја                 |                                      |
| 61 | 2К | Карлос Берлок         | 74                    | Победа          | 6:0, 6:0, 6:2                     |                                      |
| 62 | 3К | Николај Давиденко     | 39                    | Победа          | 6:3, 6:4, 6:2                     |                                      |
| 63 | 4К | Александар Долгополов | 23                    | Победа          | 7:6(14), 6:4, 6:2                 |                                      |
| 64 | ЧФ | Јанко Типсаревић      | 20                    | Победа          | 7:6(2), 6:7(3), 6:0, 3:0, предаја |                                      |
| 65 | ПФ | Роџер Федерер         | 3                     | Победа          | 6:7(7), 4:6, 6:3, 6:2, 7:5        |                                      |
| 66 | П  | Рафаел Надал          | 2                     | Победа(10)      | 6:2, 6:4, 6:7(3), 6:1             |                                      |
| Дејвис куп, Полуфинале светске групе: Србија — Аргентина Београд, Србија Дејвис куп Тврда подлога (дворана) 16. септембар 2011. | 67 | ПФ 4К                 | Хуан Мартин Дел Потро | 17              | Пораз                             | 6:7(5), 0:3, предаја                 |
| АТП Базел Базел, Швајцарска ATП 500 серија Тврда подлога (дворана) 31. октобар 2011.                                            |    |                       |                       |                 |                                   |                                      |
| 68 | 1К | Гзавије Малис         | 47                    | Победа          | 6:2, 4:6, 7:5                     |                                      |
| 69 | 2К | Лукаш Кубот           | 64                    | Победа          | 6:1, 6:2                          |                                      |
| 70 | ЧФ | Маркос Багдатис       | 59                    | Победа          | 2:6, 6:2, 6:3                     |                                      |
| 71 | ПФ | Кеј Нишикори          | 32                    | Пораз           | 6:2, 6:7(4), 0:6                  |                                      |
| Париз мастерс Париз, Француска ATП Мастерс 1000 серија Тврда подлога (дворана) 7. новембар 2011.                                |    | 1К                    | слободан              | слободан        | слободан                          | слободан                             |
| Париз мастерс Париз, Француска ATП Мастерс 1000 серија Тврда подлога (дворана) 7. новембар 2011.                                | 72 | 2К                    | Иван Додиг            | 39              | Победа                            | 6:4, 6:3                             |
| Париз мастерс Париз, Француска ATП Мастерс 1000 серија Тврда подлога (дворана) 7. новембар 2011.                                | 73 | 3К                    | Виктор Троицки        | 17              | Победа                            | 4:6, 6:3, 6:1                        |
| Париз мастерс Париз, Француска ATП Мастерс 1000 серија Тврда подлога (дворана) 7. новембар 2011.                                |    | ЧФ                    | Жо-Вилфрид Цонга      | 8               | Предаја                           | Одустајање Ђоковића пре почетка меча |
| Тенис мастерс куп Лондон, УК Финале АТП светске турнеје (1500) Тврда подлога (дворана) 20. новембар 2011.                       | 74 | ГФ                    | Томаш Бердих          | 7               | Победа                            | 3:6, 6:3, 7:6(3)                     |
| Тенис мастерс куп Лондон, УК Финале АТП светске турнеје (1500) Тврда подлога (дворана) 20. новембар 2011.                       | 75 | ГФ                    | Давид Ферер           | 5               | Пораз                             | 3:6, 1:6                             |
| Тенис мастерс куп Лондон, УК Финале АТП светске турнеје (1500) Тврда подлога (дворана) 20. новембар 2011.                       | 76 | ГФ                    | Јанко Типсаревић      | 9               | Пораз                             | 6:3, 3:6, 3:6                        |

### Парови[27]
| Турнир | #  | Рунда             | Први противнички играч | Ранг првог противника | Други противнички играч | Ранг другог противника | Ранг тима | Исход            | Резултат            |
| Тениско првенство Дубаија Дубаи, Уједињени Арапски Емирати ATП 500 серија Тврда подлога 21. фебруар 2011. Партнер: Марко Ђоковић                 |    |                   |                        |                       |                         |                        |           |                  |                     |
| 1 | 1К | Махеш Бупати      | 5                      | Леандер Паес          | 7                       | 2                      | Пораз     | 4:6, 1:6         |                     |
| Отворено првенство Индијан Велса Индијан Велс, Калифорнија, САД AТП Мастерс 1000 серија Тврда подлога 8. март 2011. Партнер: Виктор Троицки      |    |                   |                        |                       |                         |                        |           |                  |                     |
| 2 | 1К | Хуан Игнасио Чела | 46                     | Хуан Монако           | 144                     | –                      | Победа    | 6:3, 7:5         |                     |
| 3 | 2К | Лукаш Кубот       | 15                     | Оливер Марах          | 12                      | 9                      | Победа    | 6:2, 4:6, [10:7] |                     |
| 4 | ЧФ | Ронан Бопана      | 19                     | Асиам-ул-Хак Кверши   | 20                      | 15                     | Пораз     | 1:6, 6:7(5)      |                     |
| Отворено првенство Мајамија Мајами, Србија ATП Мастерс 1000 серија Тврда подлога 23. март 2011. Партнер: Енди Мари                               |    |                   |                        |                       |                         |                        |           |                  |                     |
| 5 | 1К | Сергиј Стаховски  | 37                     | Михаил Јужни          | 40                      | 15                     | Пораз     | 7:5, 3:6, [8:10] |                     |
| Дејвис куп, Четвртфинале светске групе: Србија — Шведска Халмстад, Шведска Дејвис куп Тврда подлога, дворана 9. јул 2011. Партнер: Ненад Зимоњић | 6  | ЧФ 3К             | Симон Аспелин          | 54                    | Роберт Линштед          | 14                     | 162       | Пораз            | 4:6, 6:7(5), 5:7    |
| Отворено првенство Канаде Монтреал, Канада ATП Мастерс 1000 серија Тврда подлога 8. август 2011. Партнер: Јанко Типсаревић                       | 7  | 1К                | Марк Новлес            | 30                    | Филип Печнер            | 23                     | –         | Победа           | 5:7, 6:3, [12:10]   |
| Отворено првенство Канаде Монтреал, Канада ATП Мастерс 1000 серија Тврда подлога 8. август 2011. Партнер: Јанко Типсаревић                       | 8  | 2К                | Мариус Фирстенберг     | 15                    | Марћин Матковски        | 15                     | 16        | Пораз            | 6:3, 6:7(4), [5:10] |

### Мечеви Хопман купа

#### Појединачно
| Турнир                                                              | Рунда | Противник       | Исход  | Резултат      |
| Хопман куп Перт, Аустралија Тврда подлога (дворана) 1. јануар 2011. | 1     | Андреј Голубјев | Победа | 4:6, 6:3, 6:1 |
| Хопман куп Перт, Аустралија Тврда подлога (дворана) 1. јануар 2011. | 2     | Лејтон Хјуит    | Победа | 6:2, 6:4      |
| Хопман куп Перт, Аустралија Тврда подлога (дворана) 1. јануар 2011. | 3     | Рубен Бемелманс | Победа | 6:3, 6:2      |

#### Мешовити парови
| Турнир                                                                                      | Рунда | Противничка тенисерка | Противнички тенисер | Исход  | Резултат            |
| Хопман куп Перт, Аустралија Тврда подлога (дворана) 1. јануар 2011. Партнерка: Ана Ивановић | 1     | Јарослава Шведова     | Андреј Голубјев     | Победа | 7:6(2), 6:4         |
| Хопман куп Перт, Аустралија Тврда подлога (дворана) 1. јануар 2011. Партнерка: Ана Ивановић | 2     | Алисија Молик         | Лејтон Хјуит        | Победа | 6:7(5), 7:5, [10:6] |
| Хопман куп Перт, Аустралија Тврда подлога (дворана) 1. јануар 2011. Партнерка: Ана Ивановић | 3     | Жистин Енен           | Рубен Бемелманс     | Пораз  | 6:3, 4:6, [4:10]    |

## Распоред турнира

### Појединачна конкуренција
| Датум                         | Турнир                                 | Град                         | Држава                       | Категорија                   | Подлога                      | Резултат из 2010.            | Поени из 2010. | Нови поени | Резултат |
| ----------------------------- | -------------------------------------- | ---------------------------- | ---------------------------- | ---------------------------- | ---------------------------- | ---------------------------- | -------------- | ---------- | --- |
| 17. јануар – 30. јануар       | Отворено првенство Аустралије          | Мелбурн                      | Аустралија                   | Гренд слем                   | Тврда                        | ЧФ                           | 360            | 2000       | Победник (победио Ендија Марија, 6:4, 6:2, 6:3)                                                                               |
| 7. фебруар – 13. фебруар      | Отворено првенство Ротердама у тенису  | Ротердам                     | Холандија                    | ATП 500                      | Тврда (дворана)              | ПФ                           | 180            | 0          | Повукао се |
| 21. фебруар – 27. фебруар     | Тениско првенство Дубаија              | Дубаи                        | УАЕ                          | ATП 500                      | Тврда                        | П                            | 500            | 500        | Победник (победио Роџера Федерера, 6:3, 6:3)                                                                                  |
| 7. март – 20. март            | Отворено првенство Индијан Велса       | Индијан Велс                 | Сједињене Америчке Државе    | ATП Мастерс 1000             | Тврда                        | 4К                           | 90             | 1000       | Победник (победио Рафела Надала, 4:6, 6:3, 6:2)                                                                               |
| 21. март – 3. април           | Отворено првенство Мајамија            | Мајами                       | Сједињене Америчке Државе    | ATП Мастерс 1000             | Тврда                        | 2К                           | 10             | 1000       | Победник (победио Рафаела Надала, 4:6, 6:3, 7:6(4))                                                                           |
| 11. април – 17. април         | Монте Карло мастерс                    | Монте Карло                  | Монако                       | ATП Мастерс 1000             | Шљака                        | ПФ                           | 360            | 0          | Повукао се |
| 25. април – 1. мај            | Отворено првенство Србије              | Београд                      | Србија                       | ATП 250                      | Шљака                        | ЧФ                           | 45             | 250        | Победник (победио Фелисијана Лопеза, 7:6(4), 6:2)                                                                             |
| 2. мај – 8. мај               | Отворено првенство Мадрида             | Мадрид                       | Шпанија                      | ATП Мастерс 1000             | Шљака                        | A                            | 0              | 1000       | Победник (победио Рафаела Надала, 7:5, 6:4)                                                                                   |
| 9. мај – 15. мај              | Међународно првенство Италије у тенису | Рим                          | Италија                      | ATП Мастерс 1000             | Шљака                        | ЧФ                           | 180            | 1000       | Победник (победио Рафаела Надала, 6:4, 6:4)                                                                                   |
| 23. мај – 5. јун              | Ролан Гарос                            | Париз                        | Француска                    | Гренд слем                   | Шљака                        | ЧФ                           | 360            | 720        | Полуфинале (изгубио од Роџера Федерера, 6:7(5), 3:6, 6:3, 6:7(5))                                                             |
| 6. јун – 12. јун              | Квинс Клуб                             | Лондон                       | Уједињено Краљевство         | ATП 250                      | Трава                        | 3К                           | 20             | 0          | Повукао се |
| 20. јун – 3. јул              | Вимблдон                               | Лондон                       | Уједињено Краљевство         | Гренд слем                   | Трава                        | ПФ                           | 720            | 2000       | Победник (победио Рафаела Надала, 6:4, 6:1, 1:6, 6:3)                                                                         |
| 8. август – 14. август        | Отворено првенство Канаде              | Монтреал                     | Канада                       | ATП Мастерс 1000             | Тврда                        | ПФ                           | 360            | 1000       | Победник (победио Мардија Фиша, 6:2, 3:6, 6:4)                                                                                |
| 15. август – 21. август       | Отворено првенство Синсинатија         | Синсинати                    | Сједињене Америчке Државе    | ATП Мастерс 1000             | Тврда                        | ЧФ                           | 180            | 600        | Финале (изгубио од Ендија Марија, 4:6, 0:3, предаја)                                                                          |
| 29. август – 12. септембар    | Отворено првенство САД                 | Њујорк                       | Сједињене Америчке Државе    | Гренд слем                   | Тврда                        | Ф                            | 1200           | 2000       | Победник (победио Рафаела Надала, 6:2, 6:4, 6:7(3), 6:1)                                                                      |
| 16. септембар – 18. септембар | Дејвис куп: Србија — Аргентина         | Београд                      | Србија                       | Дејвис куп                   | Тврда (дворана)              | П                            | (280)          | (0)        | Полуфинале: Аргентина победила Србију 3:2 (изгубио од Хуана Мартина Дел Потра, 6:7(5), 0:3, предаја)                          |
| 3. октобар – 9. октобар       | Отворено првенство Кине                | Пекинг                       | Кина                         | ATП 500                      | Тврда                        | П                            | 500            | 0          | Повукао се |
| 10. октобар – 16. октобар     | Шангај мастерс                         | Шангај                       | Кина                         | ATП Мастерс 1000             | Тврда                        | ПФ                           | 360            | 0          | Повукао се |
| 30. октобар – 6. новембар     | АТП Базел                              | Базел                        | Швајцарска                   | ATП 500                      | Тврда (дворана)              | Ф                            | 300            | 180        | Полуфинале (изгубио од Кеја Нишикорија, 6:2, 6:7(4), 0:6)                                                                     |
| 7. новембар – 13. новембар    | Париз мастерс                          | Париз                        | Француска                    | ATП Мастерс 1000             | Тврда (дворана)              | 3К                           | 90             | 180        | Четвртфинале (повукао се против Жоа-Вилфрида Цонге)                                                                           |
| 20. новембар – 27. новембар   | Тенис мастерс куп                      | Лондон                       | Уједињено Краљевство         | АТП финале                   | Тврда (дворана)              | ПФ                           | 400            | 200        | Групна фаза (победио Томаша Бердиха, 3:6, 6:3, 7:6(3), изгубио од Давида Ферера, 3:6, 1:6 и Јанка Типсаревића, 6:3, 3:6, 3:6) |
| 2. децембар – 4. децембар     | Дејвис куп: Финале                     | Севиља                       | Шпанија                      | Дејвис куп                   | Шљака (дворана)              | П                            | (325)          | 0          | Није успео да се квалификује и брани титулу ( Шпанија победила Аргентину 3:1)                                                 |
| Укупно поена на крају године  | Укупно поена на крају године           | Укупно поена на крају године | Укупно поена на крају године | Укупно поена на крају године | Укупно поена на крају године | Укупно поена на крају године | 6540           | 13630      | 7090 разлика |

### Парови
| Датум                        | Турнир                           | Град                         | Држава                       | Категорија                   | Подлога                      | Резултат из 2010.            | Поени из 2010. | Нови Поени | Резултат                                                                                      |
| ---------------------------- | -------------------------------- | ---------------------------- | ---------------------------- | ---------------------------- | ---------------------------- | ---------------------------- | -------------- | ---------- | --------------------------------------------------------------------------------------------- |
| 21. фебруар – 27. фебруар    | Тениско првенство Дубаија        | Дубаи                        | УАЕ                          | ATП 500                      | Тврда                        | 1К                           | (0)            | (0)        | Прво коло (изгубио од пара Бупати/Паеса, 4:6, 1:6)                                            |
| 7. март – 20. март           | Отворено првенство Индијан Велса | Индијан Велс                 | Сједињене Америчке Државе    | ATП Мастерс 1000             | Тврда                        | Н                            | 0              | 180        | Четвртфинале (изгубио од пара Бопана/Кверши, 1:6, 6:7(5))                                     |
| 21. март – 3. април          | Отворено првенство Мајамија      | Мајами                       | Сједињене Америчке Државе    | ATП Мастерс 1000             | Тврда                        | Н                            | 0              | (0)        | Прво коло (изгубио од пара Стаковски/Јужни, 7:5, 3:6, [8:10])                                 |
| 11. април – 17. април        | Монте Карло мастерс              | Монте Карло                  | Монако                       | ATП Мастерс 1000             | Шљака                        | 2К                           | 90             | 0          | Повукао се                                                                                    |
| 6. јун – 12. јун             | Квинс Клуб                       | Лондон                       | Уједињено Краљевство         | ATП 250                      | Трава                        | П                            | 250            | 0          | Повукао се                                                                                    |
| 8. јул –10. јул              | Дејвис куп: Шведска — Србија     | Халмстад                     | Шведска                      | Дејвис куп                   | Тврда (дворана)              | ПФ                           | (0)            | (0)        | Четвртфинале: Србија победила Шведску 4:1 (изгубио од пара Аспелин/Линштед, 4:6, 6:7(5), 5:7) |
| 8. август –14. август        | Отворено првенство Канаде        | Монтреал                     | Канада                       | ATП Мастерс 1000             | Тврда                        | 1К                           | (0)            | 90         | Дрго коло (изгубио од пара Фирстенберг/Матковски, 6:3, 6:7(4), [5:10])                        |
| 10. октобар – 16. октобар    | Шангај мастерс                   | Шангај                       | Кина                         | ATП Мастерс 1000             | Тврда                        | 2К                           | 90             | 0          | Повукао се                                                                                    |
| Укупно поена на крају године | Укупно поена на крају године     | Укупно поена на крају године | Укупно поена на крају године | Укупно поена на крају године | Укупно поена на крају године | Укупно поена на крају године | 430            | 270        | 160 разлика                                                                                   |

## Резултат против других тенисера
Поређано по броју победа
(Имена играча који су у том тренутку били међу првих 10 су подебљана)
| - Рафаел Надал 6:0 - Томаш Бердих 4:0 - Виктор Троицки 4:0 - Роџер Федерер 4:1 - Кевин Андерсон 3:0 - Маркос Багдатис 2:0 - Николај Давиденко 2:0 - Иван Додиг 2:0 - Марди Фиш 2:0 - Ришар Гаске 2:0 - Лукаш Кубот 2:0 - Мишел Љодра 2:0 - Фелисијано Лопез 2:0 - Гаел Монфис 2:0 - Жо-Вилфрид Цонга 2:0 | - Енди Мари 2:1 - Николас Алмагро 1:0 - Тием де Бакер 1:0 - Томаз Белучи 1:0 - Карлос Берлок 1:0 - Џејмс Блејк 1:0 - Жереми Шарди 1:0 - Марин Чилић 1:0 - Александар Долгополов 1:0 - Андреј Голубјев 1:0 - Марсел Гранољерс 1:0 - Ернест Гулбис 1:0 - Виктор Ханеску 1:0 - Рајан Херисон 1:0 | - Денис Истомин 1:0 - Блаж Кавчич 1:0 - Гиљермо Гарсија-Лопез 1:0 - Гзавије Малис 1:0 - Конор Ниланд 1:0 - Флоријан Мајер 1:0 - Робин Седерлинг 1:0 - Радек Штјепанек 1:0 - Бернард Томић 1:0 - Андријан Унгур 1:0 - Станислас Вавринка 1:0 - Јанко Типсаревић 1:1 - Хуан Мартин Дел Потро 1:1 - Давид Ферер 1:1 - Кеј Нишикори 0:1 |

## Рекорди
Списак рекорда које је Ђоковић оборио или изједначио у 2011. години:
- Победник на прва три велика турнира у сезони: Отвореном првенству Аустралије, Индијан Велсу и Мајамију[28] (изједначио се са Федерером и Агасијем)
- Најбржа квалификација за завршно првенство сезоне (за 18 недеља и 6 дана)[29]
- Највише узастопних титула на турниру у Дубаију (3)[30] (изједначио се са Федерером[31])
- Стопроцентни учинак против бројева 1 у финалима једне сезоне (5/5)[32]
- Највише титула на турнирима из Мастерс 1000 серије у једној сезони (5)[33]
- Највише титула у низу на турнирима из Мастерс 1000 серије на којима је учествовао (5)[34]
- Највише узастопних победа на турнирима из Мастерс 1000 серије (31).
- Највише финала на турнирима из Мастерс 1000 серије у сезони (6)[35] (изједначио се са Федерером[36])
- Највише узастопних финала на турнирима из Мастерс 1000 серије на којима је учествовао у сезони
- Највише зарађеног новца од турнира у једној сезони (12.619.803 $)[37]

## Награде
- АТП-ов играч године
- Најбољи тенисер Србије
- АС године од стране часописа
- Личност године од стране Независних новина
- Златни кромпир (највећи број добијених сетова резултатом 6-0)
- ИТФ Шампион године
- Најбољи спортиста Балкана од стране БТА
- Специјална награда Спортског савеза Србије за допринос спорту
- Спортиста године по избору Спортске академије САД
- Најбољи спортиста по избору Олимпијски комитета Србије
- Спортска личност године по избору Би-Би-Сиа
- Орден Српске народне одбране у Америци Првог степена
- Спортиста године од стране УСНС
- Најбољи спортиста Европе по избору Европских новинских агенција
- Златна значка Спорта
- Најбољи спортиста света по избору Међународног удружења спортских новинара
- Најбољи спортиста Европе по избору Међународног удружења спортских новинара
- Спортиста године од стране Марке
- Најбољи Гренд слем / Дејвис куп меч сезоне[а]
- Најбољи АТП-ов меч сезоне[б]
- Награда Града Београда
- Награда Лауреус академије за најбољег спортисту света